# Argyrodes modestus
Argyrodes modestus là một loài nhện trong họ Theridiidae.
Loài này thuộc chi Argyrodes. Argyrodes modestus được Tord Tamerlan Teodor Thorell miêu tả năm 1899.